# Gonomyia nyasae
Gonomyia nyasae är en tvåvingeart som beskrevs av Alexander 1920. Gonomyia nyasae ingår i släktet Gonomyia och familjen småharkrankar.
Artens utbredningsområde är Malawi. Inga underarter finns listade i Catalogue of Life.